# Tina Kloempken
Tina Kloempken (* 1968 in Mülheim an der Ruhr) ist eine deutsche Kostümbildnerin.

## Leben und Werk
Kloempken machte 1995 ihren Abschluss als Diplom-Modedesignerin und arbeitete seither für verschiedene Film- und Theaterproduktionen mit den Regisseuren Karin Henkel, Stefan Pucher, Oskar Roehler, Johan Simons, Meg Stuart und Roger Vontobel. Sie arbeitete u. a. am Theater Basel, dem Deutschen Schauspielhaus in Hamburg, dem Schauspielhaus Zürich, der Volksbühne am Rosa-Luxemburg-Platz und der Schaubühne am Lehniner Platz in Berlin, dem Schauspiel Köln und dem Schauspielhaus Bochum.
Bei den Salzburger Festspielen kreierte sie 2007 die Kostüme für Falk Richters Inszenierung des Freischütz und 2014 für Georg Schmiedleitners Inszenierung der Letzten Tage der Menschheit. Am Burgtheater in Wien arbeitete sie mehrfach mit Matthias Hartmann zusammen, unter anderem für Was ihr wollt (2010), Der zerbrochne Krug und Eine Mittsommernachts-Sex-Komödie (2011), Onkel Wanja (2012) und für die Uraufführung des Jelinek-Stücks Schatten (Eurydike sagt) (2013).
Im Spiegel berichtet sie über ihren Grundsatz: „Das Kostüm darf nicht stärker als der Schauspieler sein und sich nicht in den Vordergrund drängen.“ Und über ihren Arbeitsstil: „Das ist ein try and error. [...] Ich bin eher ein Bauchmensch und fummele mich so durch. Ich kann nur mit jemandem zusammenarbeiten, der mir das Feld überlässt.“

## Nachweis
1. ↑  Fritz Habekuß: Ganz nah dran an den Charakteren. Der Spiegel, 10. Oktober 2012